# Вермилион (Илиноис)
Вермилион (енгл. Vermilion) град је у америчкој савезној држави Илиноис.

## Демографија
По попису из 2010. године број становника је 225, што је 14 (-5,9%) становника мање него 2000. године.
| Група             | 2000.       | 2010.       |
| Белци             | 236 (98,7%) | 220 (97,8%) |
| Афроамериканци    | 0 (0,0%)    | 0 (0,0%)    |
| Азијати           | 0 (0,0%)    | 0 (0,0%)    |
| Хиспаноамериканци | 1 (0,4%)    | 4 (1,8%)    |
| Укупно            | 239         | 225         |